# Caratê nos Jogos Pan-Americanos de 2023 - Qualificação
Abaixo estão o sistema de classificação e as nações classificadas para o Caratê nos Jogos Pan-Americanos de 2023, programado para ser realizado em Santiago, Chile, de 3 a 5 de novembro de 2023.

## Sistema de classificação
Um total de 106 caratecas irão se classificar para competir nos jogos (96 classificados através de quatro torneios classificatórios e 10 vagas nominais extras para os vencedores dos Jogos Pan-Americanos Júnior de 2021. Haverá nove atletas classificados para cada evento individual, exceto o kata, que contará com oito atletas. Cada nação pode inscrever no máximo 12 atletas (seis por gênero), consistindo em um atleta por categoria individual. Essa regra não se aplica aos vencedores dos Jogos Pan-Americanos Júnior de 2021. O país-sede, Chile classificou automaticamente o número máximo de atletas.
Venezuela, Panamá e Colômbia puderam classificar atletas pelo Campeonato  da América Central e do Caribe de 2023, enquanto o México teve a chance de classificar atletas pela Copa Norte-Americana.

## Linha do tempo
| Eventos                                 | Data                    | Local     |
| --------------------------------------- | ----------------------- | --------- |
| Jogos Pan-Americanos Júnior de 2021     | 3–5 de dezembro de 2021 | Cali      |
| Jogos Sul-Americanos de 2022            | 3–5 de outubro de 2022  | Assunção  |
| Campeonato Centro-Americano e do Caribe | 1 de março de 2023      | Oaxtepec  |
| Copa Norte-Americana de 2023            | 5–6 de abril de 2023    | Las Vegas |
| Campeonato Pan-Americano de 2023        | 24 de maio de 2023      | San José  |

## Sumário de classificação
Abaixo está a lista com as nações e os atletas classificados por evento.
| CON                                 | Masculino | Masculino | Masculino | Masculino | Masculino | Masculino | Feminino | Feminino | Feminino | Feminino | Feminino | Feminino | Total |
| CON                                 | Kata I    | 60 kg     | 67 kg     | 75 kg     | 84 kg     | 84+ kg    | Kata I   | 50 kg    | 55 kg    | 61 kg    | 68 kg    | 68+ kg   | Total |
| ----------------------------------- | --------- | --------- | --------- | --------- | --------- | --------- | -------- | -------- | -------- | -------- | -------- | -------- | ----- |
| ARG Argentina                       | X         |           | X         |           |           | X         |          | X        | X        | X        |          |          | 6     |
| ARU Aruba                           |           |           |           |           |           | X         |          |          |          |          |          |          | 1     |
| BOL Bolívia                         |           |           |           |           |           |           |          |          |          |          | X        |          | 1     |
| BRA Brasil                          | X         | X         | X         | X         |           | XX        | X        |          | X        |          | XX       | X        | 11    |
| CAN Canadá                          |           |           |           | X         |           |           | X        | X        | X        |          | X        | X        | 6     |
| CHI Chile                           | X         | X         | XX        | X         | X         | X         | X        | X        | X        | X        | X        | X        | 13    |
| COL Colômbia                        |           | X         | X         | X         | X         | X         | X        |          | X        | X        | X        | X        | 10    |
| CUB Cuba                            |           | X         |           |           |           |           |          |          | X        | X        |          |          | 3     |
| ESA El Salvador                     |           |           |           |           | X         |           |          | X        |          |          |          |          | 2     |
| EAI Equipe de Atletas Independentes |           | X         |           | X         | X         |           |          | X        |          | X        |          |          | 5     |
| ECU Equador                         |           |           | X         |           | X         |           |          |          |          |          |          | X        | 3     |
| USA Estados Unidos                  | X         | XX        |           | XX        | X         | X         | X        | X        | X        | X        | X        | X        | 13    |
| MEX México                          | X         | X         | X         | X         | X         |           |          |          | X        |          | X        | X        | 8     |
| NCA Nicarágua                       |           |           |           |           |           | X         |          |          |          |          |          |          | 1     |
| PAN Panamá                          |           |           | X         |           |           |           |          |          |          |          |          |          | 1     |
| PAR Paraguai                        |           |           |           |           | X         |           |          | X        | X        |          |          |          | 3     |
| PER Peru                            | X         |           |           |           |           |           | X        |          |          | X        |          | X        | 4     |
| PUR Porto Rico                      |           |           |           |           | X         |           |          |          |          | X        |          |          | 2     |
| DOM República Dominicana            | X         |           |           |           |           | X         | X        | X        |          |          |          | X        | 5     |
| URU Uruguai                         |           | X         |           | X         |           |           |          |          |          |          |          |          | 2     |
| VEN Venezuela                       | X         |           | X         |           |           |           | X        | X        |          | X        | X        |          | 6     |
| Total: 21 CONs                      | 8         | 9         | 9         | 9         | 9         | 9         | 8        | 9        | 9        | 9        | 9        | 9        | 106   |

## Masculino

### Kata individual
| Competição                                      | Vagas | Classificados                          |
| ----------------------------------------------- | ----- | -------------------------------------- |
| País-sede                                       | 1     | CHI Chile                              |
| Jogos Sul-Americanos de 2022                    | 2     | PER Peru ARG Argentina                 |
| Campeonato Centro-Americano e do Caribe de 2023 | 2     | DOM República Dominicana VEN Venezuela |
| Copa Norte-Americana de 2023                    | 1     | USA Estados Unidos                     |
| Campeonato Pan-Americano de 2023                | 2     | BRA Brasil MEX México                  |
| TOTAL                                           | 8     |                                        |

### -60 kg
| Competição                                      | Vagas | Classificados                                    |
| ----------------------------------------------- | ----- | ------------------------------------------------ |
| País-sede                                       | 1     | CHI Chile                                        |
| Jogos Pan-Americanos Júnior de 2021             | 1     | Frank Ruiz (USA)                                 |
| Jogos Sul-Americanos de 2022                    | 2     | BRA Brasil URU Uruguai                           |
| Campeonato Centro-Americano e do Caribe de 2023 | 2     | COL Colômbia EAI Equipe de Atletas Independentes |
| Copa Norte-Americana de 2023                    | 1     | MEX México                                       |
| Campeonato Pan-Americano de 2023                | 2     | USA Estados Unidos CUB Cuba                      |
| TOTAL                                           | 9     |                                                  |

### -67 kg
| Competição                                      | Vagas | Classificados                       |
| ----------------------------------------------- | ----- | ----------------------------------- |
| País-sede                                       | 1     | CHI Chile                           |
| Jogos Pan-Americanos Júnior de 2021             | 1     | Tomas Lisandro Freire Fuentes (CHI) |
| Jogos Sul-Americanos de 2022                    | 2     | ECU Equador ARG Argentina           |
| Campeonato Centro-Americano e do Caribe de 2023 | 2     | VEN Venezuela COL Colômbia          |
| Copa Norte-Americana de 2023                    | 1     | MEX México                          |
| Campeonato Pan-Americano de 2023                | 2     | BRA Brasil PAN Panamá               |
| TOTAL                                           | 9     |                                     |

### -75 kg
| Competição                                      | Vagas | Classificados                                    |
| ----------------------------------------------- | ----- | ------------------------------------------------ |
| País-sede                                       | 1     | CHI Chile                                        |
| Jogos Pan-Americanos Júnior de 2021             | 1     | Safin Kasturi (USA)                              |
| Jogos Sul-Americanos de 2022                    | 2     | BRA Brasil URU Uruguai                           |
| Campeonato Centro-Americano e do Caribe de 2023 | 2     | COL Colômbia EAI Equipe de Atletas Independentes |
| Copa Norte-Americana de 2023                    | 1     | USA Estados Unidos                               |
| Campeonato Pan-Americano de 2023                | 2     | CAN Canadá MEX México                            |
| TOTAL                                           | 9     |                                                  |

### -84 kg
| Competição                                      | Vagas | Classificados                                       |
| ----------------------------------------------- | ----- | --------------------------------------------------- |
| País-sede                                       | 1     | CHI Chile                                           |
| Jogos Pan-Americanos Júnior de 2021             | 1     | Saisheren Senpon (USA)                              |
| Jogos Sul-Americanos de 2022                    | 2     | ECU Equador PAR Paraguai                            |
| Campeonato Centro-Americano e do Caribe de 2023 | 2     | EAI Equipe de Atletas Independentes ESA El Salvador |
| Copa Norte-Americana de 2023                    | 1     | MEX México                                          |
| Campeonato Pan-Americano de 2023                | 2     | PUR Porto Rico COL Colômbia                         |
| TOTAL                                           | 9     |                                                     |

### +84 kg
| Competição                                      | Vagas | Classificados                          |
| ----------------------------------------------- | ----- | -------------------------------------- |
| País-sede                                       | 1     | CHI Chile                              |
| Jogos Pan-Americanos Júnior de 2021             | 1     | Giovani Felipin Salgado (BRA)          |
| Jogos Sul-Americanos de 2022                    | 2     | BRA Brasil ARG Argentina               |
| Campeonato Centro-Americano e do Caribe de 2023 | 2     | DOM República Dominicana NCA Nicarágua |
| Copa Norte-Americana de 2023                    | 1     | USA Estados Unidos                     |
| Campeonato Pan-Americano de 2023                | 2     | COL Colômbia ARU Aruba                 |
| TOTAL                                           | 9     |                                        |

## Feminino

### Kata individual
| Competição                                      | Vagas | Classificados                          |
| ----------------------------------------------- | ----- | -------------------------------------- |
| País-sede                                       | 1     | CHI Chile                              |
| Jogos Sul-Americanos de 2022                    | 2     | BRA Brasil PER Peru                    |
| Campeonato Centro-Americano e do Caribe de 2023 | 2     | DOM República Dominicana VEN Venezuela |
| Copa Norte-Americana de 2023                    | 1     | USA Estados Unidos                     |
| Campeonato Pan-Americano de 2023                | 2     | COL Colômbia CAN Canadá                |
| TOTAL                                           | 8     |                                        |

### -50 kg
| Competição                                      | Vagas | Classificados                                                |
| ----------------------------------------------- | ----- | ------------------------------------------------------------ |
| País-sede                                       | 1     | CHI Chile                                                    |
| Jogos Pan-Americanos Júnior de 2021             | 1     | Yamina Lahynssa (CAN)                                        |
| Jogos Sul-Americanos de 2022                    | 2     | ARG Argentina PAR Paraguai                                   |
| Campeonato Centro-Americano e do Caribe de 2023 | 2     | VEN Venezuela ESA El Salvador                                |
| Copa Norte-Americana de 2023                    | 1     | USA Estados Unidos                                           |
| Campeonato Pan-Americano de 2023                | 2     | DOM República Dominicana EAI Equipe de Atletas Independentes |
| TOTAL                                           | 9     |                                                              |

### -55 kg
| Competição                                      | Vagas | Classificados              |
| ----------------------------------------------- | ----- | -------------------------- |
| País-sede                                       | 1     | CHI Chile                  |
| Jogos Pan-Americanos Júnior de 2021             | 1     | Trinity Allen (USA)        |
| Jogos Sul-Americanos de 2022                    | 2     | PAR Paraguai ARG Argentina |
| Campeonato Centro-Americano e do Caribe de 2023 | 2     | CUB Cuba COL Colômbia      |
| Copa Norte-Americana de 2023                    | 1     | CAN Canadá                 |
| Campeonato Pan-Americano de 2023                | 2     | BRA Brasil MEX México      |
| TOTAL                                           | 9     |                            |

### -61 kg
| Competição                                      | Vagas | Classificados                                    |
| ----------------------------------------------- | ----- | ------------------------------------------------ |
| País-sede                                       | 1     | CHI Chile                                        |
| Jogos Pan-Americanos Júnior de 2021             | 1     | Janessa Romero (PUR)                             |
| Jogos Sul-Americanos de 2022                    | 2     | PER Peru ARG Argentina                           |
| Campeonato Centro-Americano e do Caribe de 2023 | 2     | EAI Equipe de Atletas Independentes COL Colômbia |
| Copa Norte-Americana de 2023                    | 1     | USA Estados Unidos                               |
| Campeonato Pan-Americano de 2023                | 2     | VEN Venezuela CUB Cuba                           |
| TOTAL                                           | 9     |                                                  |

### -68 kg
| Competição                                      | Vagas | Classificados                  |
| ----------------------------------------------- | ----- | ------------------------------ |
| País-sede                                       | 1     | CHI Chile                      |
| Jogos Pan-Americanos Júnior de 2021             | 1     | Barbara Hellen Rodrigues (BRA) |
| Jogos Sul-Americanos de 2022                    | 2     | BRA Brasil BOL Bolívia         |
| Campeonato Centro-Americano e do Caribe de 2023 | 2     | COL Colômbia VEN Venezuela     |
| Copa Norte-Americana de 2023                    | 1     | CAN Canadá                     |
| Campeonato Pan-Americano de 2023                | 2     | USA Estados Unidos MEX México  |
| TOTAL                                           | 9     |                                |

### +68 kg
| Competição                                      | Vagas | Classificados                         |
| ----------------------------------------------- | ----- | ------------------------------------- |
| País-sede                                       | 1     | CHI Chile                             |
| Jogos Pan-Americanos Júnior de 2021             | 1     | Gianella Fernández (PER)              |
| Jogos Sul-Americanos de 2022                    | 2     | ECU Equador BRA Brasil                |
| Campeonato Centro-Americano e do Caribe de 2023 | 2     | DOM República Dominicana COL Colômbia |
| Copa Norte-Americana de 2023                    | 1     | USA Estados Unidos                    |
| Campeonato Pan-Americano de 2023                | 2     | CAN Canadá MEX México                 |
| TOTAL                                           | 9     |                                       |